# Tracy Gotoas
 (juin 2025).
Si vous disposez d'ouvrages ou d'articles de référence ou si vous connaissez des sites web de qualité traitant du thème abordé ici, merci de compléter l'article en donnant les références utiles à sa vérifiabilité et en les liant à la section « Notes et références ».
 (mai 2025).
Motif : DDA technique/maintenance au regard de Discussion:Tracy Gotoas/Admissibilité (février 2022).
- Archive Wikiwix
- Bing
- Cairn
- DuckDuckGo
- E. Universalis
- Gallica
- Google
- G. Books
- G. News
- G. Scholar
- Persée
- Qwant
- (zh) Baidu
- (ru) Yandex
- (wd) trouver des œuvres sur Wikidata

| 1. | Préciser le motif de la pose du bandeau. | Précisez le motif de la pose du bandeau en utilisant la syntaxe suivante : {{admissibilité à vérifier\|date=août 2025\|motif=remplacez ce texte par le motif}}                    |
| 2. | Informer les utilisateurs concernés.     | Pensez à avertir le créateur de l'article, par exemple, en insérant le code ci-dessous sur sa page de discussion : {{subst:avertissement admissibilité à vérifier\|Tracy Gotoas}} |

Tracy Gotoas de son vrai nom Tracy Nganare est une actrice française née le 1er janvier 1996 à Paris.

## Biographie
Tracy Gotoas grandit à Athis-Mons (l’Essonne), où elle découvre le théâtre au conservatoire Lino Ventura. C’est là qu’elle pose les premières bases de son jeu avant de se tourner vers le cinéma grâce à l’association 1000 Visages, qui œuvre pour une plus grande diversité dans les métiers du cinéma ; elle y participe à un atelier de création qui aboutit à la réalisation de son propre court métrage : Elikia en 2017.
Elle poursuit sa formation à l’Atelier Blanche Salant à Paris et enchaîne rapidement plusieurs petits rôles, dans Neuilly sa mère, sa mère ! (2018) et Au-dessus des nuages (2020).
En 2021, elle tient le rôle principal dans le téléfilm Les Héritières, diffusé sur Arte. La même année, le public la découvre dans la série Braqueurs, réalisée par Julien Leclercq et diffusée sur Netflix, où elle partage l'affiche avec Sami Bouajila.
En 2022, elle joue Adja Cissokho dans L'Horizon d'Émilie Carpentier, un drame social sur l’engagement citoyen des jeunes générations. Sa performance lui vaut d'être sélectionnée parmi les Révélations des César 2023. Le film est également présenté au Festival du film francophone d'Angoulême en section "Premier Rendez-vous".
La même année, elle incarne Dara dans Du crépitement sous les néons, un rôle interprété en pidgin.
Elle poursuit sa lancée avec Haut les mains sortie en 2025 avec Vincent Elbaz et Émilie Caen, avant de rejoindre deux productions européennes : Safe House de Eirik Svensson et Bloody Tennis de Nikias Chryssos,,. Elle fait ensuite ses premiers pas sur les planches dans Passeport, une pièce mise en scène par Alexis Michalik.

## Filmographie

### Cinéma
Courts métrages
- 2016 : Elikia d'elle même (également scénariste)
- 2018 : Petit Bilal de Samir Benchikh : femme enceinte

Longs métrages
- 2018 : Roulez jeunesse de Julien Guetta : silhouette parlante
- 2018 : Neuilly sa mère, sa mère ! de Gabriel Julien-Laferrière : Amaya
- 2022  : L'Horizon de Émilie Carpentier : Adja Cissokho
- 2022 : Sans répit de Régis Blondeau : Naomi
- 2022 : Du crépitement sous les néons de FGKO : Dara
- 2023 : Sage-homme de Jennifer Devoldère : Fatou
- 2025 : Haut les mains de Julie Manoukian : Zora
- 2025 : Safe House de Eirik Svensson : Tessy
- 2025 : Bloody Tennis de Nikias Chryssos : Bana

### Télévision
Séries télévisées
- 2018 : Munch : Amina Kenge (saison 2, épisodes 9 et 10)
- 2018 : Ad Vitam : Lana (2 épisodes)
- 2021 - 2023 : Braqueurs : Liana
- 2022 - 2025 : Afropolitaine : Janis

Téléfilms
- 2020 : Au-dessus des nuages de Jérôme Cornuau : Marion à 17 ans
- 2021 : Les Héritières de Nolwenn Lemesle : Sanou

## Théatre
- 2025 : Passeport  de Alexis Michalik, Théatre de la Renaissance

## Récompenses et distinctions
- Révélation aux César 2023 pour L'Horizon
- Prix de l’Espoir Féminin au Festival TV de Luchon 2023 pour Afropolitaine[13]